# Антипатія

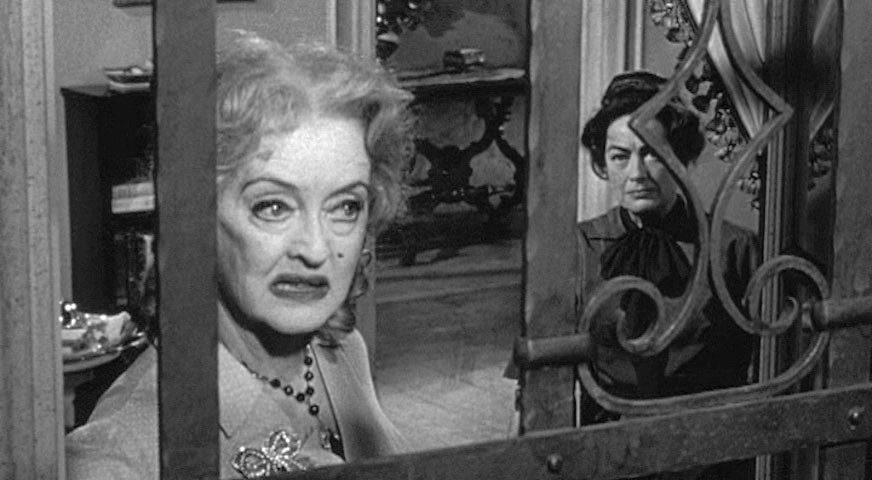

Антипа́тія (грец. αντιπάθεια, від αντι — «проти», і πάθος — «пристрасть») — почуття неприязні, неприхильності чи відрази, емоційне ставлення неприйняття кого-небудь або чого-небудь. Почуття антипатії протилежне до симпатії. Антипатія, як і симпатія, є багато в чому несвідомим почуттям і не обумовлюється вольовим рішенням, але вона може виникати і свідомо, в результаті моральної оцінки по відношенню до тих людей, істотам чи явищам, які засуджує прийнята в даному суспільстві система поглядів.